# Między Sąsiadami
„Między Sąsiadami” „Між Сусідами” – almanach kulturalno-literacki wydawany w latach 1991–2005 przez Fundację św. Włodzimierza Chrzciciela Rusi. 

## Historia
Fundacja została założona 21 czerwca 1989 roku i od 1991 roku wydawała w języku polskim i ukraińskim rocznik poświęcony stosunkom polsko-ukraińskim. Pismo wychodziło w nakładzie 700–1000 egzemplarzy. Ostatni numer ukazał się w 2005 roku. Pismo wychodziło z podtytułem Almanach Fundacji Świętego Włodzimierza Chrzciciela Rusi Kijowskiej i było sponsorowane przez z Biuro ds. Mniejszości Narodowych Ministerstwa Kultury і Sztuki. Artykuły przygotowali pracownicy Centrum Ukraińskiej Nauki і Kultury і wydawnictwa  „Szwajpolt Fiol” oraz pracownicy filologii ukraińskiej Uniwersytetu Jagiellońskiego. 
Stałe działy: Galeria sztuki ukraińskiej, Ukraińskie czwartki naukowe, Ukrainistyka krakowska, Ukraińcy w Krakowie, Między Polakami a Ukraińcami, Kultura ukraińska w Jaworznie, Z Łemkowszczyzny. 

## Redaktorzy naczelni
- Włodzimierz Mokry[1]